# CIM-10 Bomarc
Боинг CIM-10 Бо́марк (англ. Boeing CIM-10 Bomarс, сокр. от Coffin-launched Interceptor Missile-10 BOeing Michigan Aeronautical Research Center — «ракета-перехватчик подземного базирования № 10», с момента принятия на вооружение и до 27 июня 1963 г. включительно комплекс именовался IM-99 — «ракета-перехватчик № 99») — американский стационарный зенитный ракетный комплекс сверхбольшой дальности действия, созданный компанией «Боинг» совместно с лабораторией аэронавтики Мичиганского университета (что было отражено в названии ракеты) и другими предприятиями-подрядчиками по заказу ВВС США. В настоящее время считается самым дальнобойным из ЗРК когда-либо стоявших на вооружении и единственным, способным поражать цели на дистанциях свыше 500 км. Также является единственной зенитной ракетой (из принятых на вооружение), заказчиком разработки которой выступили ВВС США.

## История
Проект CIM-10 «Бомарк» опирался на компоненты системы аэрокосмической обороны NORAD. Комплекс должен был использовать РЛС раннего обнаружения NORAD и SAGE. Система перехвата SAGE работала по данным от РЛС NORAD, обеспечивая выведение перехватчиков к цели, давая радиокоманды их автопилотам. ВВС требовалось разработать ракету, интегрированную в существующую систему.
РЛС NORAD обнаруживали цель, и передавали по кабелям информацию системе SAGE. Компьютеры SAGE обрабатывали информацию, операторы запускали ракеты CIM-10. В полёте ракета определяла своё положение при помощи системы радиомаяков SAGE и передавала его системе. После сближения включалась головка самонаведения ракеты на цель. 

## Техническое описание
По конструкции, CIM-10 «Бомарк» представлял собой самолёт-снаряд (крылатую ракету) нормальной аэродинамической схемы, с размещением рулевых поверхностей в хвостовой части и предназначенную для поражения воздушных целей. Запуск его осуществлялся при помощи жидкостного ускорителя, разгонявшего ракету до скорости М=2, после чего начинала работать собственная ДУ состоящая из 2-х прямоточных воздушно-реактивных двигателей Marquardt RJ43-MA-3 на 80-октановом бензине, разгонявших ракету до маршевой скорости.
Расположенная в носу импульсная РЛГСН, работающая в 3-сантиметровом диапазоне, могла захватить на сопровождение цель размером с крылатую ракету на дистанции до 20 км.
Предполагалось, что в качестве боевой части «Бомарк» будет использована управляемая ракета класса «воздух-воздух», а сам носитель будет приспособлен к посадке и повторному использованию, но в ходе разработки было принято решение оснащать её 180-килограммовой осколочной или ядерной боевой частью W40 мощностью около 10 кт, по расчётам способную уничтожить самолёт или крылатую ракету при промахе ракеты-перехватчика в 800 метров.

### Bomarc-A
Первая модификация ракеты, поступившая в серийное производство в 1960 году. Имела жидкостной стартовый ускоритель и импульсную радиолокационную головку самонаведения. Её радиус действия при скорости около 2,8 М составлял приблизительно 450 км.
Этот вариант ракеты имел ряд недостатков, основным из которых было признано использование жидкостного стартового ускорителя, требовавшего выполнения длительных заправочных операций и небезопасного при хранении.

### Bomarc-B
Вторая модификация ракеты, принятая на вооружение в 1961 году. В отличие от первой, имела твердотопливный стартовый ускоритель, улучшенную аэродинамику и усовершенствованную систему самонаведения. РЛГСН Westinghouse AN/DPN-53, работавший в непрерывном режиме, существенно повышал возможности ракеты по поражению низколетящих целей.
Новые двигатели RJ43-MA-11 позволили увеличить радиус до 800 км при скорости почти 3,2 М. Все ракеты данной серии снаряжались только ядерными боевыми частями, так как вероятность точного попадания вызывала сомнения.

## Сравнительная характеристика
| Общие сведения и сравнительная тактико-техническая характеристика советских беспилотных перехватчиков Ту-131, РМ-500 и РЧ-500 комплекса дальнего перехвата С-500 и американских беспилотных перехватчиков BOMARC системы противовоздушной обороны IM-99/CIM-10 (с модификациями) | Общие сведения и сравнительная тактико-техническая характеристика советских беспилотных перехватчиков Ту-131, РМ-500 и РЧ-500 комплекса дальнего перехвата С-500 и американских беспилотных перехватчиков BOMARC системы противовоздушной обороны IM-99/CIM-10 (с модификациями) | Общие сведения и сравнительная тактико-техническая характеристика советских беспилотных перехватчиков Ту-131, РМ-500 и РЧ-500 комплекса дальнего перехвата С-500 и американских беспилотных перехватчиков BOMARC системы противовоздушной обороны IM-99/CIM-10 (с модификациями)                                | Общие сведения и сравнительная тактико-техническая характеристика советских беспилотных перехватчиков Ту-131, РМ-500 и РЧ-500 комплекса дальнего перехвата С-500 и американских беспилотных перехватчиков BOMARC системы противовоздушной обороны IM-99/CIM-10 (с модификациями)                                | Общие сведения и сравнительная тактико-техническая характеристика советских беспилотных перехватчиков Ту-131, РМ-500 и РЧ-500 комплекса дальнего перехвата С-500 и американских беспилотных перехватчиков BOMARC системы противовоздушной обороны IM-99/CIM-10 (с модификациями)                                | Общие сведения и сравнительная тактико-техническая характеристика советских беспилотных перехватчиков Ту-131, РМ-500 и РЧ-500 комплекса дальнего перехвата С-500 и американских беспилотных перехватчиков BOMARC системы противовоздушной обороны IM-99/CIM-10 (с модификациями)                                | Общие сведения и сравнительная тактико-техническая характеристика советских беспилотных перехватчиков Ту-131, РМ-500 и РЧ-500 комплекса дальнего перехвата С-500 и американских беспилотных перехватчиков BOMARC системы противовоздушной обороны IM-99/CIM-10 (с модификациями)                                | Общие сведения и сравнительная тактико-техническая характеристика советских беспилотных перехватчиков Ту-131, РМ-500 и РЧ-500 комплекса дальнего перехвата С-500 и американских беспилотных перехватчиков BOMARC системы противовоздушной обороны IM-99/CIM-10 (с модификациями)                                | Общие сведения и сравнительная тактико-техническая характеристика советских беспилотных перехватчиков Ту-131, РМ-500 и РЧ-500 комплекса дальнего перехвата С-500 и американских беспилотных перехватчиков BOMARC системы противовоздушной обороны IM-99/CIM-10 (с модификациями)                                | Общие сведения и сравнительная тактико-техническая характеристика советских беспилотных перехватчиков Ту-131, РМ-500 и РЧ-500 комплекса дальнего перехвата С-500 и американских беспилотных перехватчиков BOMARC системы противовоздушной обороны IM-99/CIM-10 (с модификациями)                                |
| Наименование перехватчика | Наименование перехватчика | РЧ-500 | РМ-500 | Ту-131 | XIM-99A Initial | YIM-99A Advanced | IM-99A | IM-99B | XIM-99B Super |
| Ответственное лицо | Ответственное лицо | главный конструктор | главный конструктор | главный конструктор | руководитель проекта или главный инженер | руководитель проекта или главный инженер | руководитель проекта или главный инженер | руководитель проекта или главный инженер | руководитель проекта или главный инженер |
| Ответственное лицо | Ответственное лицо | В. Н. Челомей | А. И. Микоян | А. Н. Туполев | Ф. Росс, Дж. Дрейк | Р. Удденберг | Р. Плат | Дж. Стоунер, Р. Хелберг | Э. Мокк, Х. Лонгфельдер |
| Головная организация (генподрядчик работ) | Головная организация (генподрядчик работ) | ОКБ-52 ГКАТ | ОКБ-155 ГКАТ | ОКБ-156 ГКАТ | Boeing Airplane Co. Aero-Space Division → Pilotless Aircraft Division | Boeing Airplane Co. Aero-Space Division → Pilotless Aircraft Division | Boeing Airplane Co. Aero-Space Division → Pilotless Aircraft Division | Boeing Airplane Co. Aero-Space Division → Pilotless Aircraft Division | Boeing Airplane Co. Aero-Space Division → Pilotless Aircraft Division |
| --- | --- | --- | --- | --- | --- | --- | --- | --- | --- |
| Задействованные структуры | маршевый двигатель | НИИ-125 ГКОТ | ОКБ-670 ГКАТ | ОКБ-670 ГКАТ | Marquardt Corp. | Marquardt Corp. | Marquardt Corp. | Marquardt Corp. | Marquardt Corp. |
| Задействованные структуры | вспомогательная силовая установка | не предусматривалась | не предусматривалась | не предусматривалась | не предусматривалась | не предусматривалась | не предусматривалась | Thompson Ramo Wooldridge Corp. | Thompson Ramo Wooldridge Corp. |
| Задействованные структуры | стартовый двигатель | | | | Aerojet-General Corp. | Aerojet-General Corp. | Aerojet-General Corp. | Thiokol Chemical Corp. | Thiokol Chemical Corp. |
| Задействованные структуры | аэродинамические элементы | ЦАГИ ГКАТ | ЦАГИ ГКАТ | ЦАГИ ГКАТ | Canadair Ltd. (оперение, крылья и элероны), Brunswick Corp. и Coors Porcelain Co. (обтекатели) | Canadair Ltd. (оперение, крылья и элероны), Brunswick Corp. и Coors Porcelain Co. (обтекатели) | Canadair Ltd. (оперение, крылья и элероны), Brunswick Corp. и Coors Porcelain Co. (обтекатели) | Canadair Ltd. (оперение, крылья и элероны), Brunswick Corp. и Coors Porcelain Co. (обтекатели) | Canadair Ltd. (оперение, крылья и элероны), Brunswick Corp. и Coors Porcelain Co. (обтекатели) |
| Задействованные структуры | головка самонаведения | НИИ-17 ГКАТ | НИИ-5 ГАУ МО | | Westinghouse Electric Corp. | Westinghouse Electric Corp. | Westinghouse Electric Corp. | Westinghouse Electric Corp. | Westinghouse Electric Corp. |
| Задействованные структуры | бортовое механическое и электрооборудование | СКБ-41 ГКРЭ | НИИ-5 ГАУ МО | IBM Computers Co., Bendix Aviation Corp. | IBM Computers Co., Bendix Aviation Corp. | IBM Computers Co., Bendix Aviation Corp. | IBM Computers Co., Bendix Aviation Corp. | IBM Computers Co., Bendix Aviation Corp. | |
| Задействованные структуры | бортовое механическое и электрооборудование | СКБ-41 ГКРЭ | НИИ-5 ГАУ МО | Willow Run Research Center, General Electric Corp. | Willow Run Research Center, General Electric Corp. | Motorola Inc., General Precision Corp. | Motorola Inc., General Precision Corp. | Motorola Inc., General Precision Corp. | |
| Задействованные структуры | бортовое механическое и электрооборудование | СКБ-41 ГКРЭ | НИИ-5 ГАУ МО | Willow Run Research Center, General Electric Corp. | Willow Run Research Center, General Electric Corp. | Lear, Inc. | Kearfott Corp., Hamilton Watch Co. | Kearfott Corp., Hamilton Watch Co. | |
| Задействованные структуры | наземное оборудование и сопряжённые работы | КБ-1 ГКРЭ | КБ-1 ГКРЭ | КБ-1 ГКРЭ | Food Machinery and Chemical Corp. (пусковая установка, подъёмное устройство и гидравлика), IT&T Federal Laboratories, Inc. (контрольно-проверочное оборудование для эксплуатационного и технического обслуживания, электрическая цепь запуска)                                                                  | Food Machinery and Chemical Corp. (пусковая установка, подъёмное устройство и гидравлика), IT&T Federal Laboratories, Inc. (контрольно-проверочное оборудование для эксплуатационного и технического обслуживания, электрическая цепь запуска)                                                                  | Food Machinery and Chemical Corp. (пусковая установка, подъёмное устройство и гидравлика), IT&T Federal Laboratories, Inc. (контрольно-проверочное оборудование для эксплуатационного и технического обслуживания, электрическая цепь запуска)                                                                  | Food Machinery and Chemical Corp. (пусковая установка, подъёмное устройство и гидравлика), IT&T Federal Laboratories, Inc. (контрольно-проверочное оборудование для эксплуатационного и технического обслуживания, электрическая цепь запуска)                                                                  | Food Machinery and Chemical Corp. (пусковая установка, подъёмное устройство и гидравлика), IT&T Federal Laboratories, Inc. (контрольно-проверочное оборудование для эксплуатационного и технического обслуживания, электрическая цепь запуска)                                                                  |
| Задействованные структуры | другие | НИИ-1 ГКАТ | н/д | н/д | + несколько сотен малых предприятий — субподрядчиков в США и Канаде | + несколько сотен малых предприятий — субподрядчиков в США и Канаде | + несколько сотен малых предприятий — субподрядчиков в США и Канаде | + несколько сотен малых предприятий — субподрядчиков в США и Канаде | + несколько сотен малых предприятий — субподрядчиков в США и Канаде |
| Вид вооружённых сил или род войск — эксплуатант (фактический или потенциальный) | Вид вооружённых сил или род войск — эксплуатант (фактический или потенциальный) | Войска ПВО СССР | Войска ПВО СССР | Войска ПВО СССР | Военно-воздушные силы США, Королевские военно-воздушные силы Канады (Военно-воздушные силы Швеции отказались от участия в проекте) | Военно-воздушные силы США, Королевские военно-воздушные силы Канады (Военно-воздушные силы Швеции отказались от участия в проекте) | Военно-воздушные силы США, Королевские военно-воздушные силы Канады (Военно-воздушные силы Швеции отказались от участия в проекте) | Военно-воздушные силы США, Королевские военно-воздушные силы Канады (Военно-воздушные силы Швеции отказались от участия в проекте) | Военно-воздушные силы США, Королевские военно-воздушные силы Канады (Военно-воздушные силы Швеции отказались от участия в проекте) |
| Год начала разработки | Год начала разработки | 1959 | 1958 | 1959 | 1949 | 1950 | 1951 | 1955 | 1957 |
| Год постановки на боевое дежурство | Год постановки на боевое дежурство | не ставились | не ставились | не ставились | не ставились | не ставились | 1959 | 1961 | не ставились |
| Год снятия с боевого дежурства | Год снятия с боевого дежурства | не ставились | не ставились | не ставились | не ставились | не ставились | 1964 | 1972 | не ставились |
| Всего выпущено, ед. | Всего выпущено, ед. | — | — | — | 49 | 45 | 269 | 301 | 130 |
| Неполный цикл стрельбы (заявленный разработчиком), с | Неполный цикл стрельбы (заявленный разработчиком), с | — | — | — | н/д | 120 | 120 | 30 | 30 |
| Стартовый двигатель | тип двигателя | твердотопливный | твердотопливный | твердотопливный | жидкостный | жидкостный | жидкостный | твердотопливный | твердотопливный |
| Стартовый двигатель | количество и модификации | 2 × ТРУ | 2 × ТРУ | 1 × ТРУ | 1 × Aerojet XLR59-AJ-5 | 1 × Aerojet XLR59-AJ-5 | 1 × Aerojet LR59-AJ-13 | 1 × Thiokol XM51 | 1 × Thiokol XM51 |
| Маршевый двигатель | тип двигателя | Сверхзвуковой прямоточный воздушно-реактивный двигатель | Сверхзвуковой прямоточный воздушно-реактивный двигатель | Сверхзвуковой прямоточный воздушно-реактивный двигатель | Сверхзвуковой прямоточный воздушно-реактивный двигатель | Сверхзвуковой прямоточный воздушно-реактивный двигатель | Сверхзвуковой прямоточный воздушно-реактивный двигатель | Сверхзвуковой прямоточный воздушно-реактивный двигатель | Сверхзвуковой прямоточный воздушно-реактивный двигатель |
| Маршевый двигатель | количество и модификации | 1 × ПРД | 1 × РД-085 | 1 или 2 × ПВРД | 2 × Marquardt XRJ43 | 2 × Marquardt XRJ43-MA-3 | 2 × Marquardt RJ43-MA-3 | 2 × Marquardt RJ43-MA-7 или RJ43-MA-11 | 2 × Marquardt RJ57 или RJ59 |
| Маршевый двигатель | используемое топливо | порох | авиатопливо Т-5 (на основе керосина) | н/д | ракетное топливо JP-3 (на основе керосина) | ракетное топливо JP-4 (на основе керосина) | бензин 80-октановый | ракетное топливо JP-4 (на основе керосина) | н/д |
| Параметры маршевого двигателя | длина, мм | н/д | 4300 | 7000 | | 4191 | 3683 | н/д | н/д |
| Параметры маршевого двигателя | диаметр камеры сгорания, мм | н/д | 850 | н/д | 711 | 716 | 610 | н/д | н/д |
| Тяга стартового двигателя, кгс | Тяга стартового двигателя, кгс | 15880 | 15880 | н/д | н/д | 15876 | 15876 | 22680 | 22680 |
| Тяга маршевого двигателя, кгс | Тяга маршевого двигателя, кгс | н/д | 10430 | н/д | н/д | 785 × 2 (1570) 5443 × 2 (10886) | 5216 × 2 (10432) | 5443 × 2 (10886) | н/д |
| Длина полная, мм | Длина полная, мм | н/д | 11772,9 | 9600 | 10668 | 12557,76 | 14274,8 | 13741,4 | 14249,4 |
| Высота полная, мм | Высота полная, мм | н/д | 2727,6 | н/д | | 3139,44 | 3149,6 | 3149,6 | 3124,2 |
| Размах крыла, мм | Размах крыла, мм | н/д | 6606,8 | 2410 | 4267,2 | 5516,88 | 5537,2 | 5537,2 | 5537,2 |
| Размах горизонтального оперения, мм | Размах горизонтального оперения, мм | н/д | 3919 | н/д | н/д | н/д | 3200 | 3200 | 3204 |
| Диаметр фюзеляжа, мм | Диаметр фюзеляжа, мм | н/д | 947,2 | н/д | 889 | 914,4 | 889 | 889 | 889 |
| Дальность перехвата, км | Дальность перехвата, км | 500—600 | 800—1000 | 300—350 | 231 | 463 | 418 | 708 | 764 |
| Высоты перехвата, км | Высоты перехвата, км | 35—40 | 25—35 | 30 | 18 | 18 | 18 | 30 | 21 |
| Практический потолок, км | Практический потолок, км | — | — | — | 18,3 | 18,3 | 19,8 | 30,5 | 21,3 |
| Маршевая скорость, М | Маршевая скорость, М | 2,8 | 4,3 | 3,48 | 2,1 | 2,5 | 2—3,5 | 2—3,95 | 3,9—4 |
| Располагаемая перегрузка, g | Располагаемая перегрузка, g | ±5 | н/д | н/д | н/д | н/д | ±7 | н/д | н/д |
| Масса взлётная, кг | Масса взлётная, кг | 7000—8000 | 7000—8000 | 2960 | 5556 | 5443 | 7085 | 7272 | 6804 |
| Масса маршевого двигателя, кг | Масса маршевого двигателя, кг | н/д | 740 | 1460 | н/д | 206 × 2 (412) | 229 × 2 (458) | н/д | н/д |
| Время полёта, мин | Время полёта, мин | н/д | до 20 | н/д | н/д | до 5,5 | до 10,5 | н/д | н/д |
| Тип, масса и мощность боевой части, кт | Тип, масса и мощность боевой части, кт | обычная или ядерная | обычная или ядерная | обычная или ядерная (190 кг) | обычная или ядерная (136 кг) | обычная или ядерная (136 кг) | обычная (151 кг / 0,454 кт, не использовалась) или ядерная, изменяемой мощности W-40 (160 кг / 7—10 кт) | обычная (151 кг / 0,454 кт, не использовалась) или ядерная, изменяемой мощности W-40 (160 кг / 7—10 кт) | обычная (до 907 кг) или ядерная W-40 (160 кг / 7—10 кт) |
| Система управления комплексом | стратегическое звено | АСУ «Воздух-1» | АСУ «Воздух-1» | АСУ «Воздух-1» | АСУ Semi-Automatic Ground Environment (SAGE) | АСУ Semi-Automatic Ground Environment (SAGE) | АСУ Semi-Automatic Ground Environment (SAGE) | АСУ Semi-Automatic Ground Environment (SAGE) | АСУ Semi-Automatic Ground Environment (SAGE) |
| Система управления комплексом | стратегическое звено | АСУ «Воздух-1» | АСУ «Воздух-1» | АСУ «Воздух-1» | АСУ IBM AN/FSQ-7 и/или | | | | |
| Система управления комплексом | оперативно-тактическое звено | АСУ «Луч-1» | АСУ «Луч-1» | АСУ «Луч-1» | | | | | |
| Система управления комплексом | оперативно-тактическое звено | АСУ «Луч-1» | АСУ «Луч-1» | АСУ «Луч-1» | АСУ Westinghouse AN/GPA-35 (одновременное сопровождение до двух перехватчиков) | | | | |
| Система наведения перехватчика | начальный участок | полёт по заданной траектории (на автопилоте) | полёт по заданной траектории (на автопилоте) | полёт по заданной траектории (на автопилоте) | полёт по заданной траектории (на автопилоте) | полёт по заданной траектории (на автопилоте) | полёт по заданной траектории (на автопилоте) | полёт по заданной траектории (на автопилоте) | полёт по заданной траектории (на автопилоте) |
| Система наведения перехватчика | маршевый участок | комбинированная (наземные автоматизированные системы управления + бортовая аппаратура управления) | комбинированная (наземные автоматизированные системы управления + бортовая аппаратура управления) | комбинированная (наземные автоматизированные системы управления + бортовая аппаратура управления) | комбинированная (наземные автоматизированные системы управления + бортовая аппаратура управления) | комбинированная (наземные автоматизированные системы управления + бортовая аппаратура управления) | комбинированная (наземные автоматизированные системы управления + бортовая аппаратура управления) | комбинированная (наземные автоматизированные системы управления + бортовая аппаратура управления) | комбинированная (наземные автоматизированные системы управления + бортовая аппаратура управления) |
| Система наведения перехватчика | конечный участок траектории | радиокомандная КРУ «Лазурь-М» с АЦВК «Каскад» и СПК «Радуга» или с помощью бортовой навигационной аппаратуры (радиолокационного самонаведения) РЛГСН «Зенит» | радиокомандная КРУ «Лазурь-М» с АЦВК «Каскад» и СПК «Радуга» или с помощью бортовой навигационной аппаратуры (радиолокационного самонаведения) РЛГСН «Зенит» | радиокомандная КРУ «Лазурь-М» с АЦВК «Каскад» и СПК «Радуга» или с помощью бортовой навигационной аппаратуры (радиолокационного самонаведения) РЛГСН «Зенит» | радиокомандная Bendix AN/FPS-3 и активная радиолокационная Westinghouse AN/APQ-41 | радиокомандная Bendix AN/FPS-3 и активная радиолокационная Westinghouse AN/APQ-41 | радиокомандная Bendix AN/FPS-3 или General Electric AN/CPS-6B активная импульсная радиолокационная Westinghouse AN/DPN-34 | радиокомандная Bendix AN/FPS-20 и инерциальная (активная радиолокационная) Westinghouse AN/DPN-53 | радиокомандная Bendix AN/FPS-20 и активная радиолокационная Westinghouse AN/APQ-41 |
| Система наведения перехватчика | конечный участок траектории | радиолокационная с непрерывным излучением или импульсная | н/д | радиолокационная | радиокомандная Bendix AN/FPS-3 и активная радиолокационная Westinghouse AN/APQ-41 | радиокомандная Bendix AN/FPS-3 и активная радиолокационная Westinghouse AN/APQ-41 | радиокомандная Bendix AN/FPS-3 или General Electric AN/CPS-6B активная импульсная радиолокационная Westinghouse AN/DPN-34 | радиокомандная Bendix AN/FPS-20 и инерциальная (активная радиолокационная) Westinghouse AN/DPN-53 | радиокомандная Bendix AN/FPS-20 и активная радиолокационная Westinghouse AN/APQ-41 |
| Поражаемые цели (заявленные разработчиком) | скоростной режим | сверхзвуковые | сверхзвуковые | сверхзвуковые | дозвуковые | дозвуковые | дозвуковые | сверхзвуковые | сверхзвуковые |
| Поражаемые цели (заявленные разработчиком) | вид, тип и класс | аэродинамические и баллистические цели: пилотируемые летательные аппараты (любой конфигурации), управляемые ракеты воздушного базирования, крылатые ракеты наземного базирования, баллистические ракеты малой дальности, межконтинентальные баллистические ракеты на встречных и встречно-пересекающихся курсах | аэродинамические и баллистические цели: пилотируемые летательные аппараты (любой конфигурации), управляемые ракеты воздушного базирования, крылатые ракеты наземного базирования, баллистические ракеты малой дальности, межконтинентальные баллистические ракеты на встречных и встречно-пересекающихся курсах | аэродинамические и баллистические цели: пилотируемые летательные аппараты (любой конфигурации), управляемые ракеты воздушного базирования, крылатые ракеты наземного базирования, баллистические ракеты малой дальности, межконтинентальные баллистические ракеты на встречных и встречно-пересекающихся курсах | аэродинамические и баллистические цели: пилотируемые летательные аппараты (любой конфигурации), управляемые ракеты воздушного базирования, крылатые ракеты наземного базирования, баллистические ракеты малой дальности, межконтинентальные баллистические ракеты на встречных и встречно-пересекающихся курсах | аэродинамические и баллистические цели: пилотируемые летательные аппараты (любой конфигурации), управляемые ракеты воздушного базирования, крылатые ракеты наземного базирования, баллистические ракеты малой дальности, межконтинентальные баллистические ракеты на встречных и встречно-пересекающихся курсах | аэродинамические и баллистические цели: пилотируемые летательные аппараты (любой конфигурации), управляемые ракеты воздушного базирования, крылатые ракеты наземного базирования, баллистические ракеты малой дальности, межконтинентальные баллистические ракеты на встречных и встречно-пересекающихся курсах | аэродинамические и баллистические цели: пилотируемые летательные аппараты (любой конфигурации), управляемые ракеты воздушного базирования, крылатые ракеты наземного базирования, баллистические ракеты малой дальности, межконтинентальные баллистические ракеты на встречных и встречно-пересекающихся курсах | аэродинамические и баллистические цели: пилотируемые летательные аппараты (любой конфигурации), управляемые ракеты воздушного базирования, крылатые ракеты наземного базирования, баллистические ракеты малой дальности, межконтинентальные баллистические ракеты на встречных и встречно-пересекающихся курсах |
| Категория мобильности | Категория мобильности | стационарный | стационарный | стационарный | стационарный, шахтного базирования (режим хранения — в горизонтальном положении), вертикального наземного запуска | стационарный, шахтного базирования (режим хранения — в горизонтальном положении), вертикального наземного запуска | стационарный, шахтного базирования (режим хранения — в горизонтальном положении), вертикального наземного запуска | стационарный, шахтного базирования (режим хранения — в горизонтальном положении), вертикального наземного запуска | стационарный, шахтного базирования (режим хранения — в горизонтальном положении), вертикального наземного запуска |
| Категория мобильности | Категория мобильности | стационарный | самоходный | | стационарный, шахтного базирования (режим хранения — в горизонтальном положении), вертикального наземного запуска | стационарный, шахтного базирования (режим хранения — в горизонтальном положении), вертикального наземного запуска | стационарный, шахтного базирования (режим хранения — в горизонтальном положении), вертикального наземного запуска | стационарный, шахтного базирования (режим хранения — в горизонтальном положении), вертикального наземного запуска | стационарный, шахтного базирования (режим хранения — в горизонтальном положении), вертикального наземного запуска |
| Стоимость одного серийного боеприпаса, млн $ в ценах 1958 года | Стоимость одного серийного боеприпаса, млн $ в ценах 1958 года | серийно не изготавливались | серийно не изготавливались | серийно не изготавливались | 6,930 | 3,297 | 0,9125 | 1,812 | 4,8 |
| Источники информации - Ерохин Е. И. История издания беспилотного высотного перехватчика Р-500. - Поляченко В. А. На море и в космосе: Воспоминания. — СПб.: Морсар АВ, 2008. — С. 54—60. — 224 с. — ISBN 5-93599-001-8. - Ригмант В. Г. Под знаками «АНТ» и «Ту» // Авиация и космонавтика. — 1999. — № 10 (51) — С. 44. — ISSN 0373-9821. - XF-99 BOMARC Standard Missile Characteristics (англ.). — Washington, D.C.: Office of the Secretary of the U.S. Air Force, 23 February 1954. — P. 3—4. — 4 p. - Hanson, C. M. Chacacteristics of Tactical, Strategic and Research Missiles: BOMARC Model IM-99 (англ.). — San Diego, Calif.: Convair, 2 November 1957. — P. 15. - IM-99A BOMARC Standard Missile Characteristics (англ.). — Washington, D.C.: Office of the Secretary of the U.S. Air Force, 8 May 1958. — P. 2—8 — 10 p. - Convair Pomona Report TM 339-42-2 (англ.). — San Diego, Calif.: Convair, 7 August 1959. — P. 1—5. — 2 p. - BOMARC’s Role in Air Defense. / Department of Defense Appropriations for 1959 : Hearings, 86th Congress, 2nd Session (англ.). — Washington : U.S. Government Printing Office, 1958. — P. 341—350. - Status of BOMARC Program. / Department of Defense Appropriations for 1961 : Hearings, 86th Congress, 2nd Session (англ.). — Washington : U.S. Government Printing Office, 1960. — Vol.11 — P. 341—346. - The DOD fiscal year 1959 funds released on December 15, 1958, for BOMARC missiles. / Department of Defense Appropriations for 1961 : Hearings, 86th Congress, 2nd Session (англ.). — Washington : U.S. Government Printing Office, 1960. — Vol.17 — P. 263. - IM-99 Weapon System (англ.). — Washington, D.C. : Department of the Air Force, Directorate of Readiness and Materiel Inspection, 1958. — 23 p. - Military Construction Authorization, Fiscal Year 1960 : Hearings, 86th Congress, 1st Session (англ.). — Washington, D.C. : U.S. Government Printing Office, 1960. — P. 26—42, 316—325. - Army, Navy, Air Force Journal : spokesman of the services. — Washington, D.C.: Army and Navy Journal, Inc. — Vol. 99. ADC Has “Impressive Resources” For Aerospace Defense (англ.). // 21 October 1961. — P. 1, 4. Bomarc B Installed At Langley AFB (англ.). // 28 October 1961. — P. 20. AF’s “Tiddle” Process Automates Intecepts For Fighter Aircraft (англ.). // 25 November 1961 — P. 9. Air Force Defense Missile Wing Tells Possible Change In Bomarc System (англ.). // 2 December 1961. — P. 26. - Bomarc Program. / Pyramiding of Profits and Costs in the Missile Procurement Program : Hearings, 87th Congress, 2nd Session (англ.). — Washington, D.C. : U.S. Government Printing Office, 1962. — Vol. 10 — Pt. 4.(Bomarc Program) — P. 631—937. - Baar, James ; Howard, William E. Spacecraft and Missiles of the World, 1962 (англ.). — N.Y.: Harcourt, Brace & World, 1962. — P. 94. — 117 p. - Jacobs, Horace ; Whitney, Eunice Engelke. Missile and Space Projects Guide 1962 (англ.). — N.Y.: Springer, 1962. — P. 32. — 235 p. - Astrolog—A Status Report on All U. S. Missiles, Satellites, Spacecraft and Space Vehicles (англ.). // Missiles and rockets : The weekly of space engineering. — Washington, D.C.: American Aviation Publications, Inc., September 2, 1963. — Vol. 13 — № 10. — P. 21. - BOMARC A Fact Sheet. | | | | | | | | | |

## Планы развёртывания
Исходный план развёртывания системы, принятый в 1955 году, предусматривал развёртывание 52 ракетных баз со 160 ракетами на каждой, способных полностью прикрыть территорию США от любого варианта воздушного нападения. Но с успешным испытанием советской МБР Р-7, масштаб программы начал резко сокращаться. Советские бомбардировщики уже не казались такой серьёзной угрозой, в то же время опасность баллистических ракет, против которых система была бесполезна, непрерывно росла.
В 1959 году ВВС обозначили финальный план развёртывания в США и Канаде 16 баз с 56 ракетами на каждой. Но в марте 1960 года план был урезан ещё раз, теперь окончательно, до 9 баз в США и 2 баз в Канаде.

### Развёртывание в США
На территории США развёртывание ракет началось в 1959 году. Всего были созданы 9 баз «Бомарк», в основном на севере страны (также имелся полностью готовый испытательный комплекс на мысе Канаверал):
- 6-я эскадрилья ПВО, Графство Саффолк (штат Нью-Йорк) — имела 56 ракет IM-99А с 1959 по 1964 год
- 22-я эскадрилья ПВО, Лэнгли (штат Виргиния) — имела 20 ракет IM-99A и 28 ракет IM-99B с 1959 по 1969 год
- 26-я эскадрилья ПВО, Отис (штат Массачусетс) — имела 28 ракет IM-99A и 28 ракет IM-99B с 1959 по 1972 год
- 30-я эскадрилья ПВО, Дау (штат Мэн) — имела 28 ракет IM-99A с 1959 по 1964 год
- 35-я эскадрилья ПВО, Ниагара-Фоллз (штат Нью-Йорк) — имела 56 ракет IM-99В c 1959 по 1969 год
- 37-я эскадрилья ПВО, Китчхолл (штат Мичиган) — имела 28 ракет IM-99B с 1960 по 1969 год
- 46-я эскадрилья ПВО, Мак-Гуайр (штат Нью-Джерси) — имела 28 ракет IM-99А и 56 ракет IM-99В с 1960 по 1969 год
- 74-я эскадрилья ПВО, Дулитч (штат Миннесота) — имела 28 ракет IM-99В с 1960 по 1972 год
- 4571-я эскадрилья обеспечения, 8-е лётное поле (штат Флорида) — использовалась с 1959 по 1979 год

### Развёртывание в Канаде
При размещении «Бомарков» в США существовала одна проблема — перехват советских бомбардировщиков происходил бы над территорией Канады и соответственно воздушные ядерные взрывы осуществлялись бы над густонаселёнными канадскими провинциями. Поэтому было предложены разместить ракеты в Канаде, чтобы сдвинуть зону перехвата дальше на север. Прогрессивно-консервативное правительство премьер-министра Джона Дифенбейкера поддержало идею размещения баз «Бомарк» в Канаде и в августе 1957 года подписало соглашение с США по системе ПВО NORAD, согласно которому Королевские ВВС Канады подчинялись ПВО США. Немного позднее — в начале 1959 года был закрыт проект разработки пилотируемого сверхзвукового перехватчика CF-105 Arrow в пользу финансирования «Бомарк», но ставший известным в 1960 году факт применения на «Бомарке» ядерной БЧ, вызвал ожесточённые споры о допустимости размещения ядерных ракет на территории Канады. В конечном счёте, правительство Дифенбейкера решило что «Бомарки» на её территории не будут иметь ядерного заряда. Тем не менее эти споры раскололи кабинет Дифенбейкера и привели к краху его правительство в 1963 году. Лестер Пирсон, лидер оппозиции и Либеральной партии Канады, выиграл выборы 1963 года, в немалой степени потому, что хотя и был первоначально против ядерного оружия, изменил свою позицию в пользу размещения ядерных ракет на своей территории. 31 декабря 1963 года в Канаде была развёрнута первая эскадрилья «Бомарк». Всего в Канаде разместили две эскадрильи ЗРК «Бомарк»:
- 446-ю эскадрилью зенитных ракет в Норт-Бэй, Онтарио (имела 28 IM-99B с 1962 по 1972 год)
- 447-ю эскадрилью зенитных ракет в Ла-Маска, Квебек (имела 29 IM-99B с 1963 по 1972 год)

### Развёртывание в Швеции
Командование Военно-воздушных сил Швеции выразило заинтересованность в приобретении опытной партии «Бомарк» и развёртывании её на территории Швеции, с условием установки на них конвенциональной боевой части (в отличие от североамериканских аналогов с ЯБЧ). Доставить сопроводительную документацию для ознакомления высших чинов Министерства обороны Швеции было поручено полковнику авиации С. Венерстрёму, который оказался агентом советской разведки. За несколько минут, проведённых им в приёмной Министра обороны Швеции С. Андерссона, с документации были сняты копии, которые затем переданы разведывательным органам СССР. Однако, вскоре утечка информации была выявлена, агент был арестован шведскими контрразведывательными органами. В итоге, Правительство Швеции отказалась от закупки ракет «Бомарк» в пользу британских зенитных управляемых ракет классической компоновки «Бладхаунд».

## Снятие с вооружения
К началу 1970-х быстрый рост арсенала стратегических ракет СССР привёл к тому, что стратегические бомбардировщики перестали рассматриваться НОРАД как основное средство воздушного нападения. Система Bomarc в сложившихся условиях безнадёжно устарела и уже не отвечала интересам защиты территории США, в результате она была снята с вооружения.
Снятые с вооружения ракеты долгое время использовались в качестве мишеней имитирующих советские сверхзвуковые ракеты.

## Аналоги в других странах
Полного аналога системы «Бомарк» так никогда и не создали. Но в 1950—1960-х годах в СССР велись разработки аналогичного по схеме перехватчика РМ-500, создававшегося с аналогичной целью — прикрытие от трансполярных атак огромных пространств Сибири.
В 1961 году проектирование было прекращено по ряду причин.
В Великобритании в 1950-х некоторое время велись работы над проектом прямоточной зенитной ракеты Blue Envoy, с расчётным радиусом действия 240 км. По концепции этот проект был близок к «Бомарку», но был отменён на стадии лётных испытаний по экономическим причинам.